# PartyPoker.com Premier League

Logo von partypoker

Die PartyPoker.com Premier League war eine Pokerliga, die von 2007 bis 2013 siebenmal ausgespielt wurde. Sie wurde vom Onlinepokerraum PartyPoker gesponsert.

## Modus
Bei der Erstauflage 2007 traten zwölf Spieler an. Jeder von ihnen spielte sechs Matches, in denen man Punkte für das Finale in der Reihenfolge 8, 6, 3, 2, 1 und 0 sammeln konnte. Die Partien wurden so gelegt, dass jeder Spieler mindestens einmal mit jedem anderen zusammenspielen musste. Nach den insgesamt zwölf Vorrundenspielen erreichten die nach Punkten besten vier Akteure direkt den Finaltisch. Die Spieler auf den Plätzen fünf bis acht mussten zwei Best-out-of-Five-Heads-Up-Spiele gegeneinander spielen. Die beiden Sieger stiegen ebenfalls an den Finaltisch auf. Für jeden Punkt in der Vorrunde gab es 10.000 Chips für das Finale.
Mitte November 2011 wurde in London unter dem Namen PartyPoker.com Premier League eine Mixed Game Championship veranstaltet, die Andy Frankenberger gewann.

## Austragungen
| # | Beginn        | Stadt     | Teilnehmer | Sieger          | Herkunft           | Preisgeld (in $) | Quellen |
| - | ------------- | --------- | ---------- | --------------- | ------------------ | ---------------- | ------- |
| 1 | 26. Feb. 2007 | Maidstone | 12         | Juha Helppi     | Finnland           | 125.000          |         |
| 2 | 9. Feb. 2008  | London    | 12         | Andy Black      | Irland             | 250.000          |         |
| 3 | 24. Nov. 2008 | London    | 12         | J. C. Tran      | Vereinigte Staaten | 300.000          |         |
| 4 | 12. Feb. 2010 | Henderson | 12         | David Benyamine | Frankreich         | 400.000          |         |
| 5 | 4. Apr. 2012  | Wien      | 16         | Scott Seiver    | Vereinigte Staaten | 500.000          |         |
| 6 | 17. März 2013 | London    | 16         | Dan Shak        | Vereinigte Staaten | 528.000          |         |
| 7 | 20. Nov. 2013 | Kahnawake | 12         | Sorel Mizzi     | Kanada             | 466.000          |         |

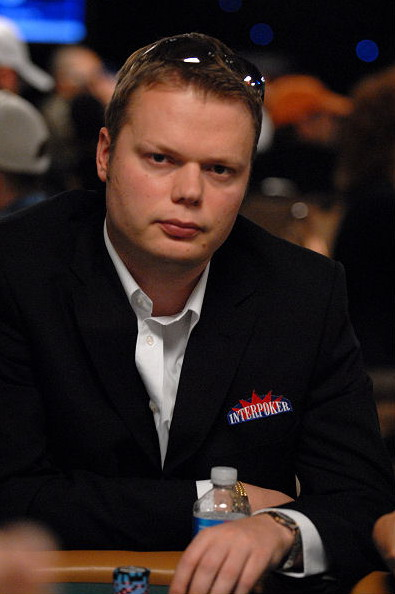
Juha Helppi
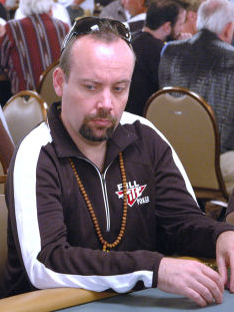
Andy Black
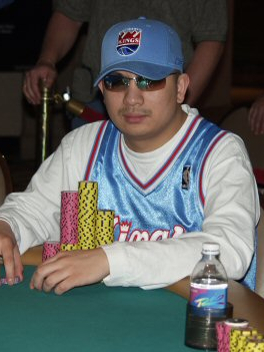
J. C. Tran
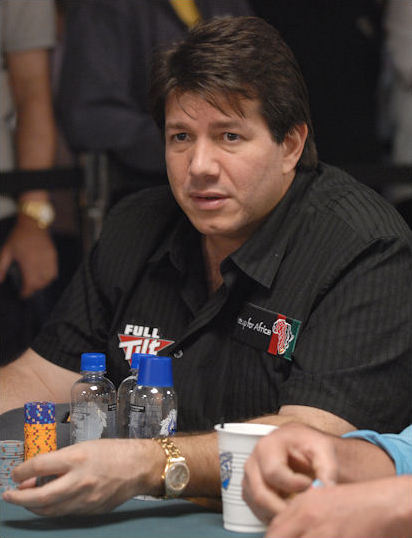
David Benyamine
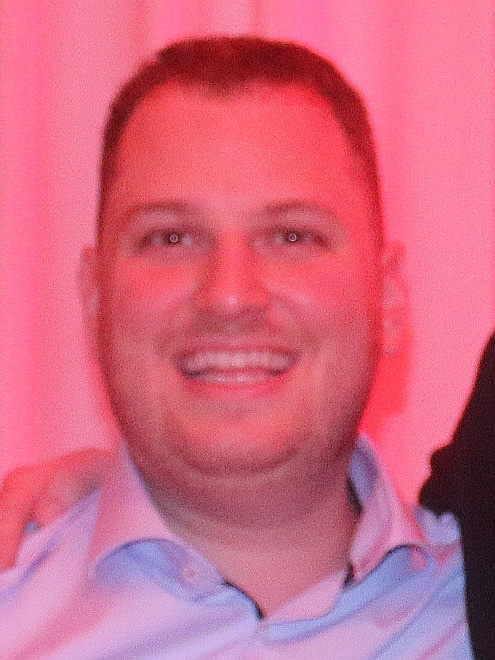
Scott Seiver
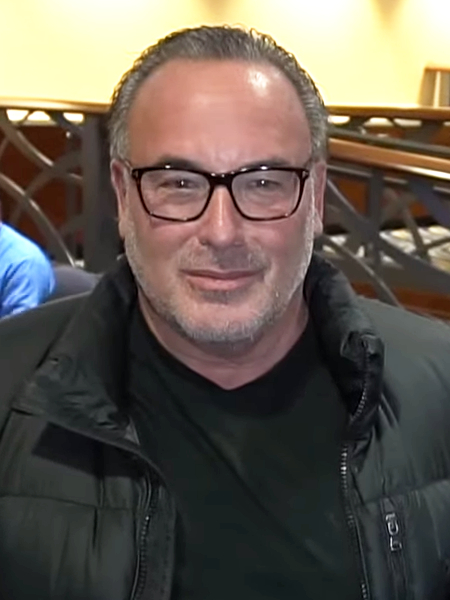
Dan Shak
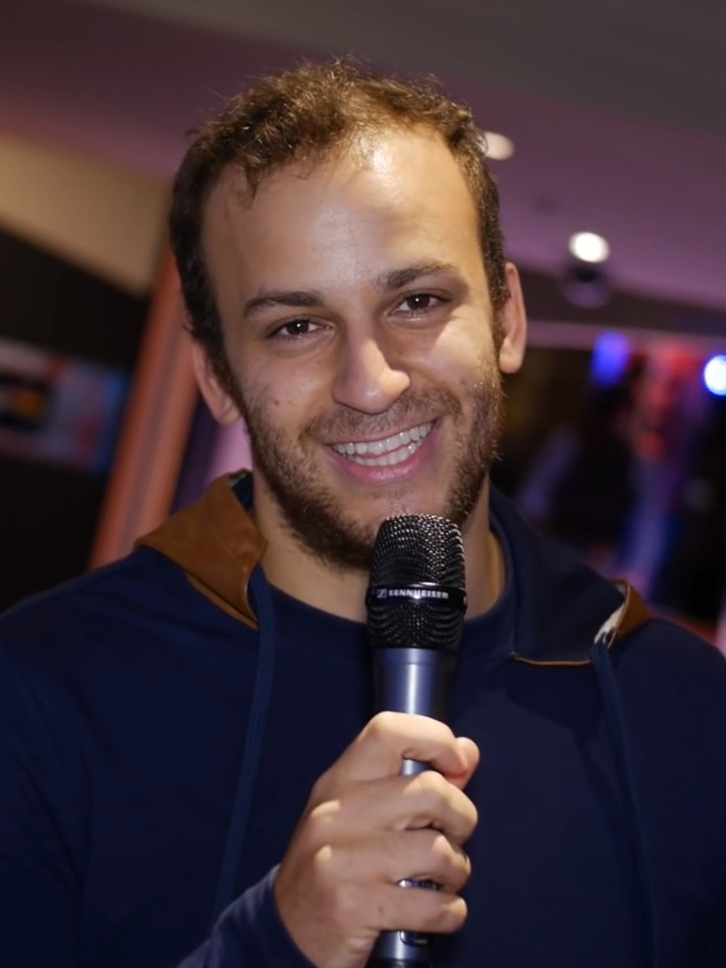
Sorel Mizzi